# Episodi de I Puffi (serie animata 1981) (quinta stagione)
La quinta stagione de I Puffi è stata trasmessa dal 21 settembre al 9 novembre 1985 dal network statunitense NBC con cadenza settimanale con 40 episodi accorpati in triplette da 20 minuti per volta.
Vengono introdotti nuovi personaggi. In questo caso tre Puffi finiscono erroneamente nella pendola di Padre Tempo e ringiovaniscono diventando dei vispi Puffolini (The Smurflings): Naturone (Nat Smurfling), Sciattone (Slouchy Smurfling) e Sciccoso (Snappy Smurfling), gli ultimi due mai apparsi da adulti nelle stagioni precedenti. Per dare un'amica a Puffetta, i tre Puffolini maschi riciclano la vecchia formula di Gargamella e creano una Puffolina: Bontina (Sassette). A loro si aggiunge il cane Cucciolo (Puppy), mandato nel villaggio dal mago Omnibus. Due puffi adulti nuovi sono Puffo Lanoso (Wooly Smurf) e Puffo Gustino (Marco Smurf). Puffa di qua, Puffa di là è la sigla del 1986, cantata da Cristina D'Avena.

## Episodi
| nº | Titolo originale                        | Titolo italiano                              | Titolo dell'eventuale seconda parte            | Prima TV USA      | Prima TV Italia | Durata |
| -- | --------------------------------------- | -------------------------------------------- | ---------------------------------------------- | ----------------- | --------------- | ------ |
| 1  | Stuck on Smurfs                         | Tutti per uno... ma non incollati            |                                                | 21 settembre 1985 | -               | 11'    |
| 2  | Puppy                                   | Cucciolo                                     |                                                | 21 settembre 1985 | -               | 11'    |
| 3  | Papa's Day Off                          | La giornata di riposo di Grande Puffo        |                                                | 21 settembre 1985 | -               | 11'    |
| 4  | The Smurflings                          | I Puffolini                                  |                                                | 21 settembre 1985 | -               | 11'    |
| 5  | He Who Smurfs Last                      | Puffa bene chi puffa ultimo                  |                                                | 21 settembre 1985 | -               | 11'    |
| 6  | Baby's First Word                       | La prima parola di Baby Puffo                | episodio unico                                 | 21 settembre 1985 | -               | 22'    |
| 7  | The Masked Pie Smurfer                  | Il puffatore mascherato                      |                                                | 28 settembre 1985 | -               | 11'    |
| 8  | Sassette                                | Bontina                                      | episodio unico                                 | 28 settembre 1985 | -               | 22'    |
| 9  | Papa's Puppy Prescription               | Una ricetta per Cucciolo                     |                                                | 28 settembre 1985 | -               | 11'    |
| 10 | Poet's Writer's Block                   | Poeta e il "blocco dello scrittore"          |                                                | 28 settembre 1985 | -               | 11'    |
| 11 | Smurf a Mile in My Shoes                | L'incantesimo dei burloni                    | episodio unico                                 | 28 settembre 1985 | -               | 22'    |
| 12 | Dreamy's Pen Pals                       | L'amico di penna di Sognatore                |                                                | 5 ottobre 1985    | -               | 11'    |
| 13 | Papa's Flying Bed                       | Il letto volante di Grande Puffo             |                                                | 5 ottobre 1985    | -               | 11'    |
| 14 | Mud Wrestling Smurfs                    | L'incontro di zozza libera                   |                                                | 5 ottobre 1985    | -               | 11'    |
| 15 | The Sand Witch                          | La strega della sabbia                       |                                                | 5 ottobre 1985    | -               | 11'    |
| 16 | Kow-Tow, We Won't Bow                   | M'inchino ma non m'inginocchio -prima parte- | M'inchino ma non m'inginocchio -seconda parte- | 5 ottobre 1985    | -               | 22'    |
| 17 | Bigmouth's Friend                       | L'amico di Bue Grasso                        |                                                | 12 ottobre 1985   | -               | 11'    |
| 18 | Wild and Wooly                          | Lanoso Puffo orgoglioso                      |                                                | 12 ottobre 1985   | -               | 11'    |
| 19 | The Dark-Ness Monster                   | Il mostro di Cioccoliness                    |                                                | 12 ottobre 1985   | -               | 22'    |
| 20 | The Grouchiest Game in Town             | Una magica partita a scacchi                 |                                                | 12 ottobre 1985   | -               | 11'    |
| 21 | Queen Smurfette                         | Puffetta regina                              |                                                | 12 ottobre 1985   | -               | 11'    |
| 22 | Marco Smurf and the Pepper Pirates      | Gustino e i pirati del pepe - prima parte -  | Gustino e i pirati del pepe - seconda parte -  | 19 ottobre 1985   | -               | 22'    |
| 23 | Educating Bigmouth                      | Bue Grasso a lezione di galateo              |                                                | 19 ottobre 1985   | -               | 11'    |
| 24 | Brainy Smurf, Friend to All the Animals | Quattrocchi amico degli animali              |                                                | 19 ottobre 1985   | -               | 11'    |
| 25 | The Comet Is Coming                     | Arriva la cometa                             | episodio unico                                 | 19 ottobre 1985   | -               | 22'    |
| 26 | Happy Unhappiness Day to You            | Una giornata infelice                        |                                                | 26 ottobre 1985   | -               | 11'    |
| 27 | The Great Slime Crop Failure            | Le coltivazioni di fango di re Paludone      |                                                | 26 ottobre 1985   | -               | 11'    |
| 28 | Papa's Family Album                     | L'album di famiglia di Grande Puffo          | episodio unico                                 | 26 ottobre 1985   | -               | 22'    |
| 29 | Love Those Smurfs                       | L'incantesimo di Cloridrite                  |                                                | 26 ottobre 1985   | -               | 11'    |
| 30 | Mutiny on the Smurf                     | Ammutinamento sulla nave puffa               |                                                | 26 ottobre 1985   | -               | 11'    |
| 31 | Things That Go Smurfing in the Night    | Cose pazze nella notte                       |                                                | 2 novembre 1985   | -               | 11'    |
| 32 | Alarming Smurfs                         | Allarme fra i Puffi                          |                                                | 2 novembre 1985   | -               | 11'    |
| 33 | Smurfette's Rose                        | La rosa di Puffetta                          |                                                | 2 novembre 1985   | -               | 11'    |
| 34 | The Mr. Smurf Contest                   | L'elezione di Mister Puffo                   |                                                | 2 novembre 1985   | -               | 11'    |
| 35 | Have You Smurfed Your Pet Today?        | Hai puffato il tuo cucciolo oggi?            |                                                | 2 novembre 1985   | -               | 11'    |
| 36 | Unsound Smurfs                          | La barriera del suono                        |                                                | 2 novembre 1985   | -               | 11'    |
| 37 | All Work and No Smurf                   | Tutto lavoro e niente puffo                  |                                                | 9 novembre 1985   | -               | 11'    |
| 38 | Gargamel's Time Trip                    | Il viaggio nel tempo di Gargamella           |                                                | 9 novembre 1985   | -               | 11'    |
| 39 | They're Smurfing Our Song               | Stanno puffando la nostra canzone            |                                                | 9 novembre 1985   | -               | 11'    |
| 40 | Brainy's Smarty Party                   | La festa di Quattrocchi                      |                                                | 9 novembre 1985   | -               | 11'    |

## Tutti per uno... ma non incollati
- Titolo originale: Stuck on Smurfs

### Trama
Burlone, Forzuto, Quattrocchi, Vanitoso e Tontolone giocano, disturbando Grande Puffo, che consiglia loro di andare a giocare nella foresta. Qui Gargamella cerca di catturarli con un tornado, ma il tutto gli si ritorce contro. Tornato alla sua stamberga, lo stregone prepara una sostanza magica in grado di far rimanere attaccati insieme i Puffi, dopodiché la cosparge su Tontolone. Egli poco dopo si schianta contro Quattrocchi e i due rimangono "incollati" insieme. Gli altri Puffi cercano di aiutarli, ma di volta in volta rimangono attaccati uno all'altro. Grande Puffo ha un'idea, nascondersi in un cespuglio e aspettare che Gargamella li scorga. Poco dopo Grande Puffo tocca il naso di Gargamella così rimangono incollati anche con lui, che a questo punto può solo creare un antidoto e liberare tutti.

## Cucciolo
- Titolo originale: Puppy

### Trama
Al villaggio arriva un cagnolino, che i Puffi chiamano Cucciolo e decidono di tenerlo. I protagonisti trovano una medaglia al collo dell'animale e decidono di aprirla, ma a ogni tentativo vengono colpiti da una scarica elettrica. Grande Puffo scopre che Cucciolo appartiene a Omnibus e decide di restituirlo; delega a tale compito Puffetta, Quattrocchi, Naturone, Sciccoso e Sciattone. Arrivati a casa del mago, egli afferma di aver affidato l'animale ai Puffi, che lo riportano a casa. Intanto Gargamella e Baldassarre scoprono di Cucciolo e decidono di portarlo al castello. Qui i maghi cercano di aprirne la medaglia, ma ogni volta che ci provano un fulmine li colpisce. Grande Puffo, Forzuto e Inventore vanno a liberare Cucciolo e lo riportano al villaggio.

## La giornata di riposo di Grande Puffo
- Titolo originale: Papa's Day Off
- Titoli ulteriori: Riedizione in DVD Il riposo del Grande Puffo

### Trama
Bue Grasso viene trovato a rubare le puffbacche nel campo dei Puffi. Grande Puffo fa attaccare alla sua camicia un grande ramo di puffbacche per attirare la sua attenzione e lui vedendole cerca di raggiungerle, allontanandosi. Grande Puffo è ormai stanco ed i Puffi decidono di lasciarlo riposare pensando di potersela cavare senza di lui. Il giorno dopo i Puffi si mettono al lavoro e Grande Puffo chiede loro se può rendersi utile in qualche maniera ma tutti dicono di non aver bisogno, così lui si reca da Omnibus per fare una partita a scacchi. Tuttavia Omnibus nota che Grande Puffo non riesce a concentrarsi e perde tutte le partite; lui gli confessa che è preoccupato per i Puffi e per il villaggio, dicendogli che i Puffi ritengono di poter fare a meno di lui. Omnibus gli mostra una stanza magica dove è possibile vedere quello che si immagina e gli dice di pensare come se la sarebbero cavata i Puffi se dopo la visita di Bue Grasso al campo di puffbacche non ci fosse stato lui e i risultati si rivelano piuttosto disastrosi; ciò gli fa capire che se non ci fosse stato lui nessun altro Puffo sarebbe stato in grado di affrontare il gigante. Si convince dunque dell'importanza della sua presenza all'interno del villaggio e vi fa ritorno. In quel momento un tronco sfonda la diga e Grande Puffo suggerisce ai Puffi il modo per ripararla, ed anche loro si rendono conto che è una figura di riferimento essenziale per tutti.

## I Puffolini
- Titolo originale: The Smurflings

### Trama
Durante i preparativi per il festival della musica Naturone, Sciccoso e Sciattone si recano da Padre Tempo per far riparare la clessidra di Grande Puffo, il quale raccomanda loro di non toccare assolutamente niente nel suo laboratorio. Padre Tempo però è assente e loro lasciano la clessidra che potrà riparare al suo ritorno. Ma ad un tratto vengono incuriositi da una pendola le cui lancette girano all'indietro e vi entrano dentro dimenticando il consiglio di Grande Puffo. Ne escono che sono tornati dei Puffolini e purtroppo nessuno riesce a farli tornare Puffi adulti: dovranno crescere nel tempo. Sarto cuce per loro dei vestiti adatti per la loro taglia, ma loro li rifiutano e cercano degli abiti particolari: Naturone indossa un paio di pantaloni con le bretelle, un cappello di paglia e sta a piedi nudi, Sciccoso sceglie una maglietta gialla sulla quale è disegnata una nuvola con un fulmine, mentre Sciattone indossa una maglietta rossa e delle scarpe da tennis. Inventore fabbrica una casa per i Puffolini, dopodiché essi costruiscono degli strumenti musicali usando delle cianfrusaglie. Al festival Quattrocchi cerca di far suonare la banda il più possibile, affinché i Puffolini non si esibiscano, ma essi con un piano astuto, fanno sì che la banda smetta di suonare.

## Puffa bene chi puffa ultimo
- Titolo originale: He Who Smurfs Last

### Trama
Burlone cerca di aiutare Forzuto a scoprire il senso dell'umorismo che c'è in lui, facendo prima apparire un mostro dal suo armadio e poi preparando uno scherzo per il primo umano che passa: posizionano un pentolone pieno di sassi al termine dell'arcobaleno e ricoprono i ciottoli di una colla che ha un colore simile all'oro. La malvagia strega Cloridrite cerca di prenderlo e le restano le mani incollate; furiosa per lo scherzo, decide di vendicarsi dei Puffi impossessandosi del loro senso dell'umorismo, racchiudendolo in un'ampolla che tiene con sé. Da quel momento nel villaggio dei Puffi regna solo la tristezza. Grande Puffo e Baby Puffo, dopo aver fatto visita al mago Omnibus, ritornano al villaggio e notano che nessun Puffo è felice. Burlone e Forzuto spiegano l'accaduto a Grande Puffo, il quale insieme a Baby Puffo e a Brontolone entra nel castello di Cloridrite. Una volta entrati trovano la strega addormentata che tiene tra le mani l'ampolla contenente il senso dell'umorismo dei Puffi. Baby Puffo con uno dei suoi poteri riesce a riprendere l'ampolla senza svegliare Cloridrite, così i tre tornano al villaggio con l'ampolla. Grande Puffo toglie il tappo dall'ampolla, ma ciascun Puffo si riapproprierà del proprio senso dell'umorismo solo dopo che tutti iniziano a ridere. I tre cercano in diversi modi di far ridere i loro amici, ma ogni tentativo fallisce, fino a quando Baby Puffo con i suoi poteri spiaccica una torta in faccia a Grande Puffo e Burlone inizia a ridere, seguito da tutti gli altri Puffi ad eccezione di Brontolone. In questo modo i Puffi riacquistano finalmente il loro senso dell'umorismo e nel villaggio ritorna la felicità.

## La prima parola di Baby Puffo
- Titolo originale: Baby's First Word
- Titoli ulteriori: Riedizione in DVD Baby Puffo e la prima parola

### Trama
Il giorno dopo, a mezzanotte, Baby Puffo pronuncerà la sua prima parola. Poco dopo Solfami spiega ai Puffi che il re gli ha chiesto di allestire uno spettacolo di marionette per il suo nipotino e chiede ai Puffi di ripararle; col consenso di Grande Puffo, i Puffolini vanno a palazzo insieme allo scudiero. Più tardi Gargamella rapisce Baby Puffo, con lo scopo di attirare nella sua stamberga gli altri Puffi e poterli facilmente catturare. Essi però riescono a negoziare: potranno scegliere, entro la mezzanotte, un Puffo che resterà in libertà. Nel castello Carotina, la capra di Solfami, divora le marionette e i Puffolini si offrono di fingersi marionette; al termine dello spettacolo il bambino vorrebbe le "marionette"; inizialmente titubante il re ordina a Solfami di regalargliele. Minatore scava un tunnel sotto la casa di Gargamella per liberare Baby Puffo; il piano funziona ma lo stregone li scopre e imprigiona Grande Puffo, Baby Puffo, Forzuto e Burlone. Nel frattempo Solfami riesce a liberare i Puffolini, dopodiché si reca alla casa di Gargamella. Ormai è mezzanotte e i Puffi, tranne Brontolone, sono costretti a entrare in gabbia; in quel momento Solfami e i Puffolini, con un piano astuto, riescono a salvare i prigionieri. Al villaggio Baby Puffo pronuncia la prima parola: "Gargamella".

## Il puffatore mascherato
- Titolo originale: The Masked Pie Smurfer

### Trama
Burlone gioca alcuni scherzi con la complicità di altri Puffi. Improvvisamente egli esce di casa con una torta in faccia e afferma che l'artefice dello scherzo è il "puffatore di torte mascherato". Quella notte la misteriosa figura invita i Puffi a scrivere il nome di chi colpire con la torta e di depositarlo presso la grande quercia. Il giorno dopo numerosi Puffi ricevono una torta in faccia e si mettono a litigare, finché Quattrocchi decide di investigare. Dopo alcune indagini si scopre che il puffatore di torte mascherato è Burlone e si arrabbiano con lui. Grande Puffo però spiega loro che la prossima volta è meglio dire le cose in faccia piuttosto che vendicarsi.

## Bontina
- Titolo originale: Sassette

### Trama
Puffetta si sente triste in quanto è l'unica femmina presente nel villaggio e desidera dunque la compagnia di un'amica con cui possa andare d'accordo. I Puffolini decidono di aiutarla e di creare un'altra Puffa femmina. Dopo aver scoperto che Puffetta è stata creata da Gargamella, si intrufolano furtivamente nel laboratorio del terribile stregone e gli rubano la formula con la quale ha creato Puffetta. Una volta giunti al villaggio si mettono al lavoro e creano così la Puffa femmina che però ha la statura dei Puffolini. Inizialmente è malvagia proprio come Puffetta. Ancora una volta però Grande Puffo prende in mano la situazione e la trasforma in una Puffolina buona con due trecce che prendono il posto dei capelli spettinati che aveva al momento della nascita. Bontina viene accolta nel villaggio, ma nonostante tutto i Puffolini vengono puniti da Grande Puffo per essere entrati nel laboratorio di Gargamella e per aver usato la magia senza il suo permesso e vengono costretti a lavorare per il villaggio.

## Una ricetta per Cucciolo
- Titolo originale: Papa's Puppy Prescription

### Trama
Gargamella fa un incantesimo su Cucciolo, facendolo comportare come un gatto; non riuscendo a farlo tornare come prima, Grande Puffo scrive una lettera a Omnibus. Più tardi, mentre l'anziano Puffi dorme, arriva la risposta alla lettera, che viene intercettata dai Puffolini. Per un equivoco essi credono che Grande Puffo sia malato e praticano su di lui l'incantesimo scritto, facendogli diventare il naso di un cane. Grande Puffo grazie al suo nuovo naso riesce a ritrovare Cucciolo, nel frattempo scappato nella foresta; esegue quindi l'incantesimo insieme ai Puffolini. Tutto torna come prima, tranne il fatto che Gargamella adesso è un gatto.

## Poeta e il "blocco dello scrittore"
- Titolo originale: Poet's Writer's Block
- Titoli ulteriori: Riedizione in VHS La principessa senza cuore

### Trama
Poeta scrive una poesia per Bontina, ma anche gli altri Puffi la vorrebbero. Poeta acconsente, ma purtroppo gli viene il blocco dello scrittore; decide pertanto di allontanarsi da villaggio, ma viene rapito da tre gnu e condotto dal "re delle bestie astute", il quale ordina di portarlo dalla principessa. Uno gnu racconta che un mago fece un incantesimo sulla principessa che le annullò tutti i sentimenti; per spezzare la magia occorre che ella pianga a lungo. Lo gnu ordina quindi a Poeta di scrivere una poesia talmente triste da far piangere la principessa entro l'imbrunire. Anche qui Poeta non trova alcuna ispirazione e, quella notte, viene mandato nella "valle dei lupi ululanti"; prima di essere gettato, scrive una lettera di addio ai Puffi e invita uno gnu a lasciarla sotto una pietra della foresta. L'animale però porta la lettera strappalacrime al re, che la legge a sua figlia; riuscendo a spezzare l'incantesimo. Il sovrano è talmente di buon umore che libera il Puffo e gli altri due prigionieri. Poeta torna al villaggio e legge ai suoi amici la poesia scritta per la principessa.

## L'incantesimo dei burloni
- Titolo originale: Smurf a Mile in My Shoes

### Trama
In spiaggia Quattrocchi, Tontolone, Burlone, Stonato e Puffetta incontrano uno stregone eremita dall'aspetto sgraziato e dalla parlata incomprensibile. Dopo che Burlone si è travestito da lui per deriderlo, Grande Puffo e gli altri decidono di chiedergli di scusa. Lo stregone racconta a Grande Puffo con la "lingua dei maledetti" che un tempo era un mago bellissimo, finché, sette anni prima, venne maledetto dalla strega del mare, per essersi preso gioco di lei. Per spezzare la maledizione l'eremita deve collezionare le conchiglie prima del solstizio d'estate, che sarà tra tre giorni. Un gabbiano ruba la conchiglia più rara per portarla alla strega del mare, quindi Grande Puffo, Sognatore, Quattrocchi, Tontolone, Burlone, Stonato e Puffetta partono via nave per l'isola delle puffbacche, dove si trova la strega. Una volta sull'isola, i Puffi riescono a trovare la conchiglia e a riportarla sulla nave; tuttavia la strega se ne accorge e si vendica agitando il mare. A causa delle onde alte la conchiglia e Burlone finiscono fuoribordo, arenandosi su un isolotto; qui il Puffo naufrago è costretto a subire gli scherzi di due sirene e capisce come si sente l'eremita. Poco dopo gli altri Puffi trovano Burlone, insieme alla conchiglia, e lo riportano a casa. L'eremita riesce finalmente a spezzare l'incantesimo, dopodiché tutti fanno festa.

## L'amico di penna di Sognatore
- Titolo originale: Dreamy's Pen Pals

### Trama
Sognatore sente la mancanza dei Paffi e decide di spedire loro una lettera; siccome in realtà i Paffi non esistono Quattrocchi e Tontolone decidono di scoprire dove va quella lettera. Apprendono che Grande Puffo, non avendo il coraggio di dire a Sognatore la verità, ha risposto lui anche alle altre lettere. Sognatore vorrebbe visitare ancora i Paffi, così, mentre lui è lontano dal villaggio, Inventore lo rende simile al pianeta dei Paffi e costruisce un razzo, mentre Grande Puffo, Quattrocchi e Tontolone preparano una pozione magica. I Puffi fanno credere a Sognatore che sia di nuovo atterrato sul pianeta dei Paffi. Al momento di "tornare" a Pufflandia, Sognatore scopre la verità e, nonostante rimanga deluso, spera un giorno di trovare da qualche parte degli extraterrestri simili ai Puffi. In quel momento atterra un'astronave, dalla quale esce un Piffo, una creatura simile a un Puffo, ma di colore marrone.

## Il letto volante di Grande Puffo
- Titolo originale: Papa's Flying Bed

### Trama
Mentre i Puffi costruiscono un nuovo letto per Grande Puffo, vengono colti da un'imboscata di Gargamella. Egli decide di incantare il letto facendo sì che raggiunga in volo i luoghi sognati dal dormiente. Quella notte sul letto si sdraiano Grande Puffo, Baby Puffo, Quattrocchi e Tontolone e insieme prendono il volo, dirigendosi verso una nave di pirati ostili. Riescono però a scappare e vanno nella stanza di una bambina, dopodiché si ritrovano a casa di Gargamella. Per fortuna riescono a tornare in tempo a Pufflandia.

## L'incontro di zozza libera
- Titolo originale: Mud Wrestling Smurfs

### Trama
I mostri-rospi assistono a un incontro di "zozza libera", simile al wrestling ma con fango a volontà. Il campione, il Pantanoso Schiacciarospi, sfida l'Orribile Saltatore di fango, riuscendo a mantenere il titolo. Nel frattempo i Puffi giocano a palla, quando Tontolone la calcia per errore nel Fiume Puffo. Grande Puffo però nota che il livello del corso d'acqua è più basso del solito e, insieme a Bontina, Puffetta, Forzuto e Tontolone, parte per una spedizione. Scoprono ben presto che i responsabili sono i mostri-rospi che, con un macchinario, stanno prelevando l'acqua per fare il fango. Mentre i Puffi si addentrano nella terra nemica, vengono catturati dai mostriciattoli, che decidono di far combattere Forzuto contro il Pantanoso Schiacciarospi. Forzuto però si infortuna e Tontolone deve prendere il suo posto. All'incontro, i Puffi riempiono l'arena di fango, dando a Tontolone la possibilità di scappare. I protagonisti sono così salvi.

## La strega della sabbia
- Titolo originale: The Sand Witch
- Titoli ulteriori: Riedizione in DVD Baby Puffo rapito

### Trama
Grande Puffo va in spiaggia a scrivere una storia, ma si accorge di avere con sé Baby Puffo. Il giorno alcuni gruppi di Puffi, preoccupati per il piccolo, arrivano sul posto. Grande Puffo e Baby Puffo sono costretti ad andare da un'altra parte, ma il neonato viene rapito dal mostro Bumba, che lo conduce dalla strega della sabbia. Grande Puffo assiste alla scena e, insieme a Quattrocchi, va alla ricerca di Baby Puffo. Riescono a riprenderselo, ma la strega si vendica trasformando in sabbia i due Puffi adulti. Tuttavia, non sopportando vedere Baby Puffo piangere, decide di far tornare tutto come prima.

## M'inchino ma non m'inginocchio
- Titolo originale: Kow-Tow, We Won't Bow

### Trama
Puffetta guida i Puffolini nella foresta. A un certo punto Cucciolo insegue una libellula, ritrovandosi nel regno dei mostri-rospi; Puffetta va a salvarlo. Nel frattempo i Puffolini, non volendo lasciare da sola Puffetta, decidono di seguirla, ma vengono catturati dai mostri-rospi e portati da re Paludone, che decide di rinchiuderli in una torre circondata da un fossato pieno di coccodrilli. Inseguendo Butterfly, la farfalla amica di Naturone, Puffetta scopre che i piccoli sono stati catturati e, cercando di difendere il lepidottero, viene condotta al cospetto del re. Ella viene rinchiusa in una prigione sotterranea e cerca di evadere ritrovandosi però in un'altra cella, dove vi sono due contadini ribelli, rei di non essersi inginocchiati davanti al sovrano. Essi poco dopo fuggono con l'aiuto di due complici e, insieme a Puffetta, vanno a salvare i Puffolini. Lungo la strada il gruppo si rifugia in una grotta insieme ad altri contadini e, guidati da Puffetta, si rifiutano di inginocchiarsi davanti a Paludone. Il giullare allora annuncia che i popolani dovranno fare la riverenza inchinandosi, con soddisfazione dei contadini. I Puffolini intanto fabbricano un aquilone e, aggrappati al filo, riescono a evadere, ma il giullare minaccia di dare i nemici in pasto ai coccodrilli. Per fortuna arriva Cucciolo, che spaventa i rospi, permettendo ai cinque di tornare a casa.

## L'amico di Bue Grasso
- Titolo originale: Bigmouth's Friend
- Titoli ulteriori: Riedizione in VHS Salviamo re Gerardo!

### Trama
Baldassarre vuole visitare re Gerardo, con lo scopo di impossessarsi di Puffo Meccanico e poter così raggiungere Pufflandia. Inventore intanto fabbrica una valvola che permette a Puffo Meccanico di parlare e decide di andare dalla sua invenzione, insieme ai Puffolini, ignaro del fatto che essa si stia già recando al villaggio. Lungo la strada Puffo Meccanico incontra Bue Grasso e i due fanno subito amicizia. I cinque Puffi arrivano a destinazione, ma scoprono che il robot è già partito; quella notte Baldassarre e Gargamella attaccano il castello con un gigante meccanico di nome Golia, che riesce ad avere la meglio nonostante le guardie cerchino di fermarlo. Bontina riesce però a tornare a Pufflandia e ad avvertire Grande Puffo e Meccanico. I due e Bontina si recano al castello a bordo di Bianca, dove Meccanico cerca di fermare Golia, ma il gigante lo schiaccia. Per fortuna arriva Bue Grasso che afferra Golia per le gambe e lo lancia contro la fortezza, distruggendolo. Al villaggio Inventore ripara Puffo Meccanico e gli aggiunge la valvola che gli permette di parlare. Bue Grasso è felice che il suo nuovo amico possa parlare.

## Lanoso Puffo orgoglioso
- Titolo originale: Wild and Wooly

### Trama
Come fa sempre alla prima notte di Luna piena di primavera, Lanoso sta per partire sulla Grande Montagna per raccogliere la lana; al viaggio suo malgrado si uniscono anche i Puffolini. Nel frattempo due pastori locali, padre e figlio, discutono del fatto che Lanoso si appropri della lana delle loro pecore; Gargamella origlia il discorso e decide di travestirsi insieme a Birba da pecora. I cinque Puffi arrivano sul monte dove pascola il gregge e, mentre Lanoso tosa una pecora, vengono attaccati da Gargamella e Birba, i quali sono però messi in fuga rispettivamente da un lupo e un cane pastore. Nella confusione il gregge di sparpaglia e Lanoso viene scoperto dal pastorello, che intende portarlo da suo padre. I Puffolini, con l'aiuto di Cucciolo e del cane pastore, riuniscono le pecore e, per convincere il ragazzo a cedere loro la lana, Lanoso usa una scatola magica per far apparire un cesto pieno d'oro da dare al pastorello. I Puffi tornano a casa e Lanoso capisce che deve accettare l'aiuto degli altri quando è in difficoltà.

## Il mostro di Cioccoliness
- Titolo originale: The Dark-Ness Monster

### Trama
La squadra di palla puffa capitanata da Quattrocchi va in semifinale al campionato. In squadra vi è anche Tontolone e, credendo che gli farà perdere perdere la partita, Quattrocchi gli dipinge in faccia dei pallini rossi mentre dorme. Poco dopo Grande Puffo "guarisce" Tontolone e quest'ultimo inizia a giocare, facendo perdere la squadra con disappunto di Quattrocchi. Poco dopo Grande Puffo manda Quattrocchi e Tontolone a prendere il cioccolato in un lago situato dentro una caverna, in cui vive il mostro di Cioccoliness. Arrivati a destinazione a Quattrocchi cadono gli occhiali nel cioccolato fuso e Tontolone non riesce a recuperarli per via del mostro. Per avere un nuovo paio di occhiali, Grande Puffo e i Puffolini sono costretti ad andare dall'uomo della sabbia per farsi dare della sabbia speciale. Quattrocchi intanto, a causa della sua miopia, combina una serie di guai ed è costretto a chiedere aiuto a Tontolone, il quale inoltre permette all'amico di "vedere" la finale di palla puffa commentando ogni azione sul campo. Subito dopo arriva un messaggio di Grande Puffo che informa i suoi amici che l'uomo della sabbia si rifiuta categoricamente di cedere della sabbia, quindi Quattrocchi convince Tontolone ad accompagnarlo alla caverna dove aveva perso gli occhiali; qui Tontolone cerca di recuperare gli occhiali con una canna da pesca, ma senza successo. Nel frattempo l'uomo della sabbia accetta di consegnare ai Puffi la sabbia in cambio di un po' di cioccolato della caverna del mostro di Cioccoliness. Grande Puffo e i Puffolini si recano lì, dove trovano Tontolone, Quattrocchi e il mostro, che non vuole restituire gli occhiali ma accetta di cedere un secchiello di cioccolato, che i Puffi danno all'uomo in cambio della sabbia. I protagonisti possono tornare al villaggio, dove fabbricano un nuovo paio di occhiali per Quattrocchi.

## Una magica partita a scacchi
- Titolo originale: The Grouchiest Game in Town

### Trama
Puffo Brontolone non riesce a vincere in nessuno dei giochi organizzati al villaggio dei Puffi, diventando quindi ancora più indisponente; nel frattempo un bambino-mago malvagio, Giocoletto, organizza partite a scacchi il cui perdente diventa un pezzo del gioco stesso. Giocoletto prende di mira il villaggio dei Puffi, trasformando in pedine Gargamella e vari Puffi, finché non viene sconfitto proprio da Brontolone, che libera quindi le vittime dell'incantesimo. Giocoletto invece viene punito dai suoi genitori.

## Puffetta regina
- Titolo originale: Queen Smurfette
- Titoli ulteriori: Riedizione in VHS/DVD La grande festa di Puffetta

### Trama
Per il compleanno di Puffetta, mentre Grande Puffo è assente, Quattrocchi decide di farla diventare per un giorno la regina dei Puffi; la decisione tuttavia provoca il malcontento generale al villaggio, poiché Quattrocchi stesso induce Puffetta ad escludere dal palazzo reale chiunque non faccia parte della corte o della servitù. Nel frattempo Padre Tempo si addormenta mentre è a pesca, dimenticando così di far scendere la notte; Grande Puffo se ne avvede e va a svegliare Padre Tempo. Tornato al villaggio convince i Puffi a festeggiare il compleanno di Puffetta senza escludere nessuno, con una semplice (ma molto più adatta) festa di compleanno.

## Gustino e i pirati del pepe
- Titolo originale: Marco Smurf and the Pepper Pirates

### Trama
Puffo Gustino è stato catturato dai pirati del pepe e si rifiuta di dire dove sono i suoi amici. Nel frattempo Golosone vuole preparare uno stufato di ghiande, ma non può finché Gustino non porterà il pepe. Sognatore, Inventore, Forzuto, Puffetta e Quattrocchi partono su una nave per cercare Gustino, a cui si aggiungono anche Sciccoso e Cucciolo. Dopo aver scoperto che Gustino è stato catturato dai pirati, i protagonisti vengono attaccati dalla ciurma. Più tardi incontrano Sissy Mary (Morena) che li conduce al porto del pepe, dove c'è la nave dei pirati. Una volta liberato Gustino e preso il pepe, i Puffi salgono sulla loro nave, ma i pirati li scoprono e speronano la loro imbarcazione, costringendoli a fuggire su una barchetta. Sciccoso invece scappa a bordo di Cucciolo. Poco dopo una balena capotta la nave pirata e i Puffi vanno alla ricerca dei due compagni di viaggio, trovandoli inseguiti da uno squalo. Sissy Mary e la balena li salvano e i protagonisti tornano a casa. Qui Golosone spiega che non può preparare lo stufato senza pepe, così Grande Puffo, Gustino, Sognatore, Quattrocchi, Forzuto e Inventore partono a bordo di una zattera nel tentativo di far riemergere la Puffo 2 e di riprendere il pepe. Dopo alcuni contrattempi riescono nell'impresa, anche con l'aiuto di Sissy Mary, sconfiggendo altresì nuovamente i pirati.

## Bue Grasso a lezione di galateo
- Titolo originale: Educating Bigmouth
- Titoli ulteriori: Riedizione in DVD Bue Grasso a lezioni di galateo

### Trama
Mucca Grassa lascia Bue Grasso, per via dei suoi modi rozzi. Quella notte i Puffi sentono il gigante piangere e quest'ultimo spiega loro l'accaduto. Il giorno dopo Grande Puffo, Forzuto, Poeta, Vanitoso e Quattrocchi gli danno lezioni di galateo, nel tentativo di aiutarlo a riconquistare la sua amata. Le lezioni hanno scarso successo, così come un tentativo di lavorare per il duca. Mentre Bue Grasso è fuori casa i Puffi preparano una serie di regali per Mucca Grassa. L'orco sta per consegnarglieli, ma trova Mucca Grassa con un certo Pancia Grassa e se ne va col cuore spezzato. Poco dopo Mucca Grassa decide di tornare da Bue Grasso e i due si abbracciano.

## Quattrocchi amico degli animali
- Titolo originale: Brainy Smurf, Friend to All the Animals
- Titoli ulteriori: Riedizione in VHS L'amico degli animali

### Trama
Cucciolo ha una spina piantata in una zampa e Naturone gliela rimuove. Quest'ultimo poco dopo decide di andare dagli animali della foresta e a lui si unisce Quattrocchi, il quale però, approcciandosi agli animali nel modo sbagliato, continua a subire danni (ad esempio viene spruzzato da una moffetta a cui ha cercato di insegnare a soffiarsi il naso). Nel frattempo Baldassarre cerca di catturare una lince, che cade in una tagliola. Naturone e Quattrocchi la liberano, dopodiché la salvano dal perfido stregone quando egli vuole ucciderla.

## Arriva la cometa
- Titolo originale: The Comet Is Coming

### Trama
Grande Puffo riceve una lettera da Omnibus, che gli dice di raggiungerlo a casa sua, insieme a Cucciolo e ai Puffolini. Dopo essere scampati da un'imboscata di Gargamella, Grande Puffo e gli altri raggiungono la casa dell'anziano mago, il quale spiega che una stella cometa si avvicinerà alla Terra e sarà visibile quella notte, per poi scomparire altri 100 anni. Grande Puffo decide allora di scrivere un messaggio ai Puffi, per invitarli a stare alzati fino a tardi e ammirare l'eccezionale evento. Affida poi la consegna del messaggio a Cucciolo, ma lungo la strada per il villaggio il cagnolino si azzuffa con Birba, strappando parte della lettera. Il messaggio giunge così a Pufflandia incompleto e, a causa della parte di testo mancante, Quattrocchi crede che quella notte ci sarà la fine del mondo per via della cometa. Puffetta e Forzuto credono però che sia un trucco di Gargamella e, insieme a Cucciolo, decidono di andare da Grande Puffo. Lungo la strada vengono però catturati dal perfido stregone, a cui fanno vedere il messaggio. Gargamella vorrebbe mangiare i Puffi prima della "fine del mondo", così Forzuto dice che la grande caverna potrebbe salvarli. I due Puffi e Gargamella, insieme a Cucciolo e Birba chiusi in gabbie, raggiungono la grande caverna, all'interno della quale Forzuto libera di nascosto Cucciolo, mentre Gargamella e Birba cadono in corso d'acqua. Nel mentre Omnibus, Grande Puffo e i Puffolini scalano il Monte Puffo per vedere la cometa. Puffetta, Forzuto e Cucciolo invece arrivano a casa di Omnibus, ma non lo trovano: Puffetta allora decide di tornare al villaggio. Al villaggio i Puffi si preparano ad affrontare la "fine del mondo" e costruiscono un razzo per mettere in salvo Baby Puffo. Per fortuna, al momento del lancio arriva Grande Puffo e spiega che c'è stato un equivoco: tutti sono contenti, ma un Puffo si addormenta sulla leva di lancio del razzo: esso decolla e si schianta sulla casa di Gargamella.

## Una giornata infelice
- Titolo originale: Happy Unhappiness Day to You
- Titoli ulteriori: Riedizione in VHS Una giornata speciale

### Trama
Grande Puffo annuncia agli altri Puffi che il giorno dopo sarà il "giorno dell'infelicità", che serve per apprezzare l'importanza di essere felici gli altri giorni. Il mattino seguente Gargamella e Birba cercano di catturarli usando un "rivelatore di felicità". Siccome i Puffi non possono fare le cose che più amano, il mago e la sua gatta falliscono a trovare il villaggio e si ritrovano inseguiti da Bue Grasso, da un orso e delle api e bruciati da due draghi. Gargamella arrende solo dopo aver fatto arrabbiare Agata e, tornato a casa, distrugge il rivelatore.

## Le coltivazioni di fango di re Paludone
- Titolo originale: The Great Slime Crop Failure

### Trama
Il giullare spiega a re Paludone che il raccolto del regno è stato scarso e il sovrano ordina di trovargli il più grande esperto di agricoltura. Nel frattempo Sciccoso, Bontina e Naturone non apprezzano la verdura, così Grande Puffo chiede a Contadino di mostrare loro il lavoro necessario prima che la verdura arrivi in tavola. I mostri-rospi arrivano sul posto e catturano Contadino, insieme ai Puffolini. Il re ordina quindi ai cinque di salvare il raccolto di fango e, su suggerimento del giullare, promette di liberarli, ma non è intenzionato a mantenere il patto. Contadino studia un macchinario con tre tubi che pompano l'acqua del fiume al regno, più uno che pompa in direzione opposta. Usando quel tubo riescono a tornare a Pufflandia. Dopo questa avventura i Puffolini apprezzano le verdure.

## L'album di famiglia di Grande Puffo
- Titolo originale: Papa's Family Album
- Titoli ulteriori: Riedizione in DVD L'album di famiglia

### Trama
Una notte Quattrocchi scopre i Puffolini che rubano i biscotti di Golosone. Grande Puffo gli spiega che in realtà è una prova per insegnare ai Puffolini a muoversi in silenzio e a fare gioco di squadra. Gli consiglia quindi di trascorrere un po' più di tempo con i Puffi bambini. Nel frattempo Gargamella cerca di impossessarsi della bacchetta magica di Madre Natura, dopo averla distratta, ma ne trova quattro e decide di rubarle tutte, con lo scopo di diventare il padrone del mondo. Nonostante legga sul libro che per usare una bacchetta occorra il diploma di scuola di magia, Gargamella decide di usarle lo stesso, facendosi male. Il giorno dopo Grande Puffo fa vedere ai Puffolini, Quattrocchi e Baby Puffo l'album di famiglia: all'inizio i Puffi erano piccoli come Baby Puffo e le loro personalità erano simili a quelle odierne. Malgrado non ci fossero umani nella foresta, i pericoli non erano assenti: un giorno il folletto Hotap e i suoi sgherri rapirono i Puffi. Grande Puffo riuscì a tornare al villaggio, mentre Quattrocchi attraversò il canyon fino alla tana di Hotap, situata in cima al canyon. Nel castello, Quattrocchi trovò un macchinario per la fusione dei Puffi e spaventò gli scagnozzi di Hotap con dei pipistrelli, per poi sabotare la macchina prima che uccise i Puffi. Il folletto volle catturare anche Quattrocchi, ma Grande Puffo arrivò sul posto e, coi suoi poteri magici, sfidò Hotap, riuscendo ad avere la meglio.
Nella sua dimora Madre Natura apprende del furto delle bacchette e, insieme a Nestore, si reca a Pufflandia, per chiedere aiuto a Grande Puffo. Subito dopo la fata e alcuni Puffi si ritrovano intrappolati in una gabbia: Grande Puffo manda al villaggio Butterfly, che chiede aiuto a Naturone, il quale per contrastarlo incarica Quattrocchi di preparare un incantesimo. Nonostante alcuni inconvenienti, il piano funziona e Madre Natura può riprendersi le bacchette, per poi far sparire la gabbia.

## L'incantesimo di Cloridrite
- Titolo originale: Love Those Smurfs
- Titoli ulteriori: Riedizione in VHS/DVD La torta dell'umiltà

### Trama
Cloridrite fa un incantesimo sul villaggio dei Puffi, affinché amino solo sé stessi, con lo scopo di distruggere il loro altruismo. Così facendo i Puffi litigano e si comportano in modo narcisistico, anche più di Vanitoso. Quest'ultimo, Quattrocchi e Sciccoso non vengono colpiti, perché in una caverna. Essi poco dopo ritornano al villaggio e si accorgono del comportamento anomalo dei loro amici. I tre apprendono poi che sotto a ciò c'è un incantesimo e che l'antidoto e un pezzo di torta dell'umiltà. Dopo essere riusciti ad averla, i tre la portano al villaggio e la fanno mangiare agli altri Puffi. Tutto torna alla normalità, tranne il fatto che Sciccoso, Quattrocchi e Vanitoso si mettono a litigare.

## Ammutinamento sulla nave puffa
- Titolo originale: Mutiny on the Smurf
- Titoli ulteriori: Riedizione in DVD L'ammutinamento

### Trama
Quattrocchi dirige un'orchestra composta da cinque Puffi, ma suonano male. I Puffolini decidono di prendere il posto dei musicisti e scoprono che Quattrocchi ha messo gli spartiti sottosopra. Nel frattempo, re Symphonium ha bisogno di un nuovo suono per il suo organo di cristallo e ordina al suo pellicano di andare a prendere i Puffi musicisti. L'orchestra di Quattrocchi sta per riprendere a suonare, quando viene catturata dal pellicano. Quattrocchi avverte Grande Puffo, che legge su un libro che re Symphonium è il sovrano dei sette mari, ha come passatempi la musica e affondare le navi e vive sull'isola del pellicano rosa. Sognatore, Quattrocchi, Tontolone, Vanitoso e Pittore partono a salvare i loro amici; alla spedizione si aggiungono di nascosto i Puffolini. Il sovrano intanto mette nell'organo i Puffi e li obbliga a suonare, ma scopre suo malgrado che la musica è stonata, a differenza di quella sentita in precedenza.
Durante il viaggio un incidente fa perdere i sensi a Sognatore: Quattrocchi ne assume momentaneamente il comando, ma a causa della sua inesperienza si schiantano contro una balena. Quattrocchi, Tontolone, Vanitoso e Pittore usano una scialuppa di salvataggio come rimorchiatore, ma il cetaceo mangia la corda, separando la nave dalla scialuppa, e facendoli naufragare sull'isola dell'amicizia. Mente Sognatore inizia a riprendersi, i Puffolini prendono il controllo dell'imbarcazione e arrivano all'isola del pellicano rosa. Raggiunto l'organo, Sciattone suona la tromba con perizia; a causa delle note acute l'organo si frantuma e i prigionieri approfittano di ciò per scappare. Dopo essersi ricongiunti con Quattrocchi, Tontolone, Vanitoso e Pittore, i Puffi tornano a casa dove Quattrocchi beve avidamente del succo di frutta, così Sciattone suona la tromba, per rompere il contenitore.

## Cose pazze nella notte
- Titolo originale: Things That Go Smurfing in the Night
- Titoli ulteriori: Riedizione in DVD L'incantesimo notturno

### Trama
È ora di andare a letto per i Puffolini, ma Sciccoso non trova il suo orsacchiotto Huggy, senza cui non riesce a dormire. Grande Puffo decide quella notte di ospitarlo a casa sua, ma anche lì il bambino non riesce a prendere sonno, siccome continua ad avere paura del buio. Similmente Gargamella soffre di insonnia e decide di fare un incantesimo, ma Birba strappa una pagina del libro e il mago, oltre a dormire, si ritrova a camminare, come un sonnambulo, riuscendo ad arrivare a Pufflandia. Qui inizia a distruggere le case dei Puffi, ma viene allontanato da Cucciolo. Nel frattempo Sciccoso trova Huggy, ma viene catturato da Gargamella. L'orsacchiotto però è magico e va a salvare il suo proprietario; Gargamella invece torna a casa, ma scappa quando vi trova un orso nel letto. Il giorno dopo, mentre i Puffi ricostruiscono il villaggio, Sciccoso decide di regalare Huggy a Baby Puffo. 

## Allarme fra i Puffi
- Titolo originale: Alarming Smurfs

### Trama
I Puffi sono impegnati nelle loro faccende e non vogliono giocare coi Puffolini, così decidono di andarsene. Nel frattempo al villaggio succedono delle misteriose sparizioni. Inventore fabbrica allora degli "allarmi puffo", che suonano se messi su un qualunque oggetto. Quattrocchi e Tontolone li mettono dappertutto, tranne in casa dei Puffolini, che poco dopo lasciano il villaggio. Quella notte si scopre che i furti sono stati effettuati dai Puffolini, che temevano di sentire la nostalgia di casa. Intanto al villaggio suonano diversi allarmi e Gargamella, seguendo la fonte del suono, cerca di raggiungere il villaggio, venendo seguito dai Puffolini, preoccupati per i loro amici. I Puffi scoprono perché i Puffolini se ne sono andati e decidono di andare a cercarli, trovando i loro effetti personali. Grande Puffo viene catturato da Gargamella, che è messo KO dai Puffolini. Il giorno dopo Grande Puffo sgrida i Puffolini per le loro azioni, dopodiché decidono di dare gli allarmi a Gargamella, facendolo diventare matto.

## La rosa di Puffetta
- Titolo originale: Smurfette's Rose
- Titoli ulteriori: Riedizione in DVD Una rosa per Puffetta

### Trama
Puffetta è triste perché desidera un'inesistente rosa di colore blu, ma non si trova da nessuna parte. Decide pertanto di rivolgersi a Madre Natura, la quale le spiega che la cosa è possibile pronunciando una formula magica, ma al costo di barattare il blu della sua pelle con il bianco dei petali di una rosa, ragion per cui diventa bianca e profumata, e viene inseguita dalle api, che la scambiano per una rosa. Per ritornare al suo aspetto primitivo deve pungersi le dita con le spine di quella rosa blu.

## L'elezione di Mister Puffo
- Titolo originale: The Mr. Smurf Contest
- Titoli ulteriori: Riedizione in DVD Mr. Puffo

### Trama
Grande Puffo organizza un ballo e diversi Puffi vorrebbero fare da cavaliere per Puffetta. Bontina allora organizza un concorso per decidere chi ballerà con Puffetta. Gargamella intanto assume le sembianze di un Puffo, scopre del concorso e raggiunge il villaggio. Alla fine della gara Puffetta non sa decidersi, così annuncia che ballerà a rotazione coi vari candidati. In quel momento l'incantesimo di Gargamella svanisce ed egli ritorna al suo aspetto umano, pur rimanendo delle dimensioni di un Puffo. Viene buttato fuori dal villaggio e poi inseguito da Birba. Alla festa, mentre Puffetta balla a rotazione coi vari candidati, Grande Puffo e Bontina danzano insieme.

## Hai puffato il tuo cucciolo oggi?
- Titolo originale: Have You Smurfed Your Pet Today?

### Trama
I Puffi sono talmente presi a giocare con le "cordicelle saltellanti" (corrispondenti agli odierni yo-yo) che trascurano Cucciolo e nessuno vuole aiutare Contadino. Sentendosi trascurato, il cagnolino se ne va e viene catturato da Gargamella, intenzionato a carpirne il segreto della magia contenuta nel suo medaglione. I Puffolini realizzano della sparizione di Cucciolo e avvertono Grande Puffo, che ordina a tutti di mettersi alla sua ricerca. Un topo avverte i Puffolini di quanto accaduto a Cucciolo e i quattro vanno a salvarlo, riuscendoci anche grazie alla complicità del roditore. Al villaggio i Puffolini promettono che non trascureranno più Cucciolo.

## La barriera del suono
- Titolo originale: Unsound Smurfs

### Trama
Grande Puffo è stanco e non vuole essere disturbato. Quattrocchi allora ordina agli altri Puffi di non fare rumore, ma è frustrato quando scopre che non può zittire gli uccellini. Egli fa pertanto un incantesimo sul villaggio, intrappolandolo sotto una cupola insonorizzante, la "barriera del suono". Quando Grande Puffo si sveglia apprende cosa è successo e i Puffi tentano di distruggere la cupola in vari modi, ma falliscono. Cucciolo, i Puffolini e Baby Puffo – i quali erano nella foresta al momento dell'incidente – vengono mandati da Grande Puffo nella valle dell'eco a cercare un mago noto come il creatore dei suoni, che dispone del suono adatto per distruggere la cupola. Il gruppo arriva presto a destinazione, dove il mago mostra loro la collezione di ampolle, ognuna delle quali emana un suono diverso quando la si stappa. Baby Puffo prende una provetta, rompendo però tutte le altre. Furioso, il mago li butta fuori di casa. Vicino alla cupola, Sciattone stappa la provetta e il suono che ne emana rompe la cupola, per la gioia di tutti.

## Tutto lavoro e niente puffo
- Titolo originale: All Work and No Smurf
- Titoli ulteriori: Riedizione in DVD Tanto lavoro e niente puffo

### Trama
Nessuno vuole giocare coi Puffolini ed essi desiderano che i Puffi adulti si prendano un giorno di vacanza. Grande Puffo li sente e proclama una giornata di vacanza, invitando a dedicare il giorno ai Puffolini. Quattrocchi tuttavia, fraintendendo la cosa, ordina agli altri Puffi di lavorare in onore dei Puffolini, per dimostrare il loro affetto. Oberati di lavoro, alcuni Puffi si trasformano letteralmente nei loro oggetti di lavoro. Su un libro Naturone legge che i Puffi sono affetti da lavoratosi e l'unica cura è non farli pensare al lavoro. Quattrocchi li porta in spiaggia, ma anche lì non riescono a distogliersi. Poco dopo due arpie marine catturano i Puffolini. Quattrocchi chiama Grande Puffo, che fa costruire una zattera ai Puffi, per andare a salvarli. Dopo averli salvati e sconfitto le arpie, i Puffi ritornano come prima, dopodiché tornano al villaggio e si mettono a giocare insieme.

## Il viaggio nel tempo di Gargamella
- Titolo originale: Gargamel's Time Trip
- Titoli ulteriori: Riedizione in DVD La macchina del tempo

### Trama
Gargamella tenta per l'ennesima volta di catturare i Puffi, ma loro gli sfuggono. Lo stregone, resosi conto che la sua ossessione ha finito per rovinargli la vita, vorrebbe tornare indietro nel tempo. Nottetempo, Gargamella ruba a Padre Tempo la clessidra magica per viaggiare nel tempo mentre lui è assente ed inizia a viaggiare nel tempo. Padre Tempo scopre che è scomparsa la sua clessidra e avverte il Grande Puffo: i due sospettano che l'autore del furto sia Gargamella e partono per entrare nel suo castello. Bontina fugge dal villaggio per vedere se riesce a fare amicizia con Gargamella, e lo trova dentro la clessidra. Poco dopo arrivano Grande Puffo e Padre Tempo, il quale è arrabbiato con Gargamella e decide di punirlo trasformarlo in un orologio a cucù. Bontina però si sente in colpa per essere fuggita dal villaggio per andare da Gargamella e chiede di essere anche lei punita: Padre Tempo fa quindi pulire ai due i suoi orologi.

## Stanno puffando la nostra canzone
- Titolo originale: They're Smurfing Our Song

### Trama
Bontina incontra per la prima volta Laconia e Tronchetto e quest'ultimo invita i Puffi a trovarli. Quella notte Bontina si appropria del flauto di Tronchetto e vuole farlo suonare a Quattrocchi davanti a Gargamella, mentre egli dorme, siccome chi ode il suono dello strumento musicale compie solo azioni buone. Il piano fallisce e il mago si impossessa del flauto. Tronchetto spiega a Bontina e Quattrocchi di non trovare più il suo flauto e i due Puffi gli rivelano la verità. Gargamella si sveglia e decide di modificare il flauto con un incantesimo per far sì che chi udirà il suono compirà azioni malvagie: poco dopo arriva sul posto Tronchetto che chiede indietro il suo strumento musicale, ma Gargamella lo suona e così facendo l'elfo diventa indisponente, a tal punto da lasciare Laconia. Quest'ultima e Quattrocchi fanno capire a Grande Puffo cosa ha fatto Gargamella. Mentre Gargamella suonando il flauto riesce a catturare alcuni Puffi, Grande Puffo si reca insieme a Laconia e Quattrocchi nella stamberga del perfido mago. I due Puffi vengono catturati, ma Bontina arriva sul posto e dice a Gargamella di volergli bene: così facendo l'incantesimo sul flauto si spezza e Laconia lo suona, facendo liberare i Puffi a Gargamella. Più tardi Laconia suona il flauto vicino a uno specchio d'acqua; Tronchetto, sentendo la musica, arriva sul posto e le chiede scusa: i due elfi si scambiano le loro promesse d'amore col linguaggio dei segni.

## La festa di Quattrocchi
- Titolo originale: Brainy's Smarty Party

### Trama
Quattrocchi organizza una festa ed invita tutti i Puffi. Tuttavia impone loro di indossare la cravatta, con disappunto di Brontolone. I Puffolini inoltre iniziano a ballare e vengono cacciati in malo modo. Su suggerimento di Grande Puffo, i Puffolini organizzano una festa a parte, chiamata "festa degli esclusi", dove ognuno può divertirsi come vuole e chiunque è ammesso. Nel frattempo Quattrocchi continua a espellere gli invitati, per vari motivi futili, ed essi vanno alla festa dei Puffolini. Mentre alla "festa degli esclusi" ci si diverte, Quattrocchi si annoia danzando da solo. Grande Puffo gli spiega che è difficile divertirsi se non si può essere sé stessi e lo convince ad andare a divertirsi con gli altri Puffi; Quattrocchi suo malgrado ci va. Grande Puffo ne approfitta per farsi un bagno rilassante nella piscina del tendone di Quattrocchi ormai deserto.